# Torymus umbilicatus
Torymus umbilicatus är en stekelart som först beskrevs av Charles Joseph Gahan 1919.  Torymus umbilicatus ingår i släktet Torymus och familjen gallglanssteklar. Inga underarter finns listade i Catalogue of Life.